# 八戸水力電気会社軌道
八戸水力電気会社軌道（はちのへすいりょくでんきがいしゃきどう）は、かつて大正時代から昭和初期にかけて、青森県旧八戸町において八戸水力電気株式会社により計画されていた路面電車。
本項では、主に同社の計画した路面電車線について述べる。

## 概要
八戸町で路面電車敷設計画は大正13年（1924年）に持ち上がった。敷設を計画していたのは八戸の酒造老舗「河内屋」の当主橋本八右衛門である。八右衛門は当時八戸水力電気株式会社社長であり、この路面電車計画もその延長線上であった。
大正13年（1924年）8月29日に内務省・鉄道省あてに八戸町～小中野町間の路面電車計画を敷設特許申請を提出し、昭和2年（1927年）に軌道特許状の許可が下りた。しかし、昭和初期の世界恐慌と昭和7年（1932年）八右衛門の死去により、同年に事業廃止の申請がなされ、実現に至らなかった。

## 路線データ（計画）
- 路線距離：3.6km（昭和6年度）[1] 荒町停留場（八戸町）-湊橋停留場（小中野町）間
- 軌間：1067mm[1]
- 動力：電気動力[1]

## 沿革
- 1924年（大正13年）8月29日 - 内務省・鉄道省あてに八戸町-小中野町間の路面電車計画を敷設特許申請
- 1926年（昭和2年）4月20日 - 内務省・鉄道省より軌道特許状の下付[2]
- 1929年（昭和4年） - 東北本線の尻内駅への延長、連結計画申請
- 1932年（昭和7年）12月14日 - 恐慌による起業困難を理由に電気軌道事業廃止申請
- 1933年（昭和8年）1月16日 - 青森県知事より内務省へ関連書類の取り下げ
  - 2月24日軌道起業廃止許可[3]

## 事業費用・収支見込（計画）
- 建設費用 - 16万円（当時の金額）
- 利用見込み - 54,750人（年間）
- 収入見込み - 3万2,850円
- 支出見込み - 営業費1万7,002円50銭
- 利益見込み - 1万5,847円50銭
- 運賃 - 6銭

## 停留場（計画）
荒町停留場 - 十三日町停留場 - 八日町停留場 - 錦座前停留場 - 塩町停留場 - 下組町停留場 - 正部田停留場 - 小学校前停留場 - 湊橋停留場

県道の八戸鮫線と併用して敷設される予定だった。さらに尻内駅（現在の八戸駅）への延長計画があった。